# Stenothemus separatus
Stenothemus separatus – gatunek chrząszcza wielożernego z rodziny omomiłkowatych.
Gatunek ten został opisany w 1974 roku przez Waltera Wittmera na podstawie pojedynczego samca.
Chrząszcz o ciele długości około 9 mm. Boki przedplecza nieco słabiej na zewnątrz zaokrąglone, a drugi człon czułków nieco dłuższy niż u S. volaticus. Samiec ma laterophysis w formie szeroko rozstawionych wyrostków. Samica ma trochę mniejsze oczy, nieco krótsze czułki oraz delikatnie pośrodku przedziurawioną krawędź tylną ósmego sternum odwłoka, za którą leży błoniasta płytka o prawie trójkątnym kształcie.
Owad znany z okolic Khumdzung i Dźanakpuru w Nepalu, z wysokości do 3800 m n.p.m..